# عبد الرحمن بخيت
عبد الرحمن بخيت (مواليد 13 ديسمبر 1986) هو لاعب كرة قدم قطري يلعب كمدافع.

## مسيرة اللاعب
لعب سابقاً في أندية الوكرة ولخويا والسيلية والشمال والمرخية والشحانية ومسيمير والبدع.